# Astropecten orsinii
Astropecten orsinii är en sjöstjärneart som beskrevs av Leipoldt 1895. Astropecten orsinii ingår i släktet Astropecten och familjen kamsjöstjärnor. Inga underarter finns listade i Catalogue of Life.